# Nebo poggesii
Espèce
Nebo poggesii est une espèce de scorpions de la famille des Diplocentridae.

## Distribution
Cette espèce est endémique du Yémen.

## Étymologie
Cette espèce est nommée en l'honneur de Maria Poggesi.

## Publication originale
- Sissom, 1994 : Descriptions of new and poorly known scorpions of Yemen (Scorpiones: Buthidae, Diplocentridae, Scorpionidae). Fauna of Saudi Arabia, vol. 14, p. 3-39.